# Глазго Прествик

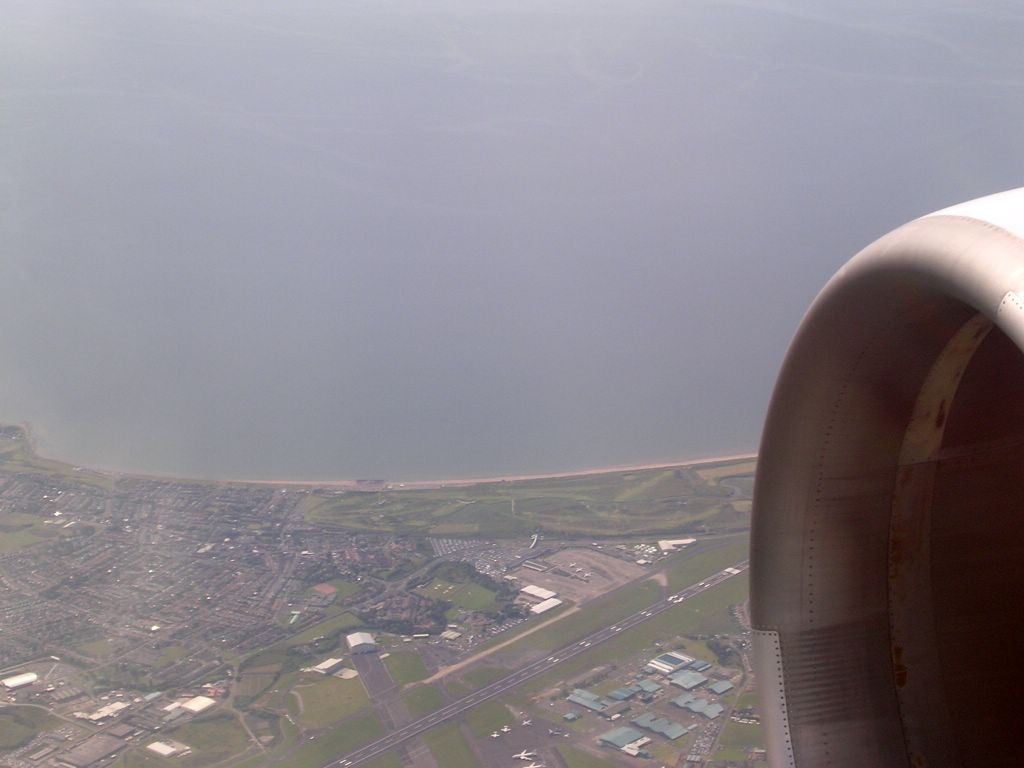
Вид Аэропорта Прествик с воздуха

Аэропо́рт Гла́зго Пре́ствик (англ. Glasgow Prestwick Airport, гэльск. Port-adhair Glaschu Prestabaig, ИАТА: PIK, ИКАО: EGPK) — международный аэропорт, обслуживающий Глазго, находится к северу от города Престуика в Саут-Эршире, Шотландия. Несмотря на то, что официально аэропорт называется «Аэропорт Глазго Прествик», так как находится в 46 км от Глазго, обычно аэропорт называют Аэропорт Прествик. Последние десять лет наблюдается беспрецедентный рост пассажиропотока, проходящего через аэропорт, который обеспечивают главным образом низкобюджетные перевозчики, в первую очередь Ryanair,  использующая аэропорт в качестве узлового.
В 2006 Прествик обслужил почти 2,4 млн пассажиров.
Прествик — крупнейший коммерчески используемый аэродром в Шотландии (в физическом измерении)[прояснить], однако по пассажирообороту занимает только четвёртое место в Шотландии после Международного Аэропорта Глазго и аэропортов Эдинбурга и Абердина.

## История
История аэропорта началась около 1934 — как аэродром для обучения лётчиков — с ангаром, офисом и контрольно-диспетчерским пунктом, который был построен к концу 1935. Первым владельцем аэропорта был Дэвид Фоулер Макайнтайр, который был также владельцем в то время владельцем авиастроительной компании Scottish Aviation и пользовался поддержкой тогдашнего герцога Гамильтона. Макайнтайр и Гамильтон были первыми лётчиками, которые пролетели над горой Эверест в 1933. После начала Второй мировой войны аэропорт быстро развивался для того, чтобы обеспечить снабжение страны из США по воздуху.
В 1938 в аэропорту появилась инфраструктура для обслуживания пассажиров, которая эксплуатировалась до начала реализации крупной инвестиционной программы, направленной на модернизацию аэропорта для приёма новых реактивных самолётов. Взлетно-посадочная полоса была увеличена, построена параллельная рулёжная дорожка, проведено шоссе, новое здание терминала было открыто  королевой-матерью в 1964. Увеличение взлётно-посадочной полосы 13/31 причинило значительные неудобства автомобильному транспорту, поскольку главная дорога от Монктона в Прествик теперь пересекала взлетно-посадочную полосу. Движение управлялось системой типа «железнодорожного переезда» до тех пор, пока строительство новой объездной дороги не было закончено.
ВВС США (USAF) открыли свою базу в 1952 на участке, который до этого использовали Королевские ВВС (RAF), а в 1953 со стороны Монктона, оба участка использовались для транспортной авиации. Эта база была закрыта в 1966, часть территории была передана под учебную базу авиации флота RNAS Prestwick, более известную как HMS Gannet, здесь стала базироваться 771 эскадрилья Королевского флота вертолётов Sea King службы Search and Rescue.
В послевоенные годы предлагались планы интенсивного использования аэропорта, которые включали увеличение взлётно-посадочной полосы до свыше 6 км в длину, создание мощностей для транспортной авиации, строительство железнодорожной станции, базирование гидросамолётов, однако из всех этих планов реализовано было только строительство железнодорожной станции.
Scottish Aviation построила завод, используя первые здания терминала и ангаров аэропорта, на котором производились самолёты Twin Pioneer, а позднее Jetstream и Bulldog. Одна часть завода, большое белое здание в стиле ар-деко, сохранилась до наших дней, это здание использовалось как Дворец Инженеров и было построено для Шотландской Имперской выставки 1938 года. После объединения Scottish Aviation и British Aerospace, BAe занималась производством здесь до 1998, в большей части это была модернизация самолётов серии Jetstream. Сегодня BAE Systems сохраняет некоторые мощности в Аэропорту Прествик для подразделения Региональной Авиации, также здесь производятся некоторые детали для самолётов Airbus и Boeing на мощностях, приобретенных Spirit AeroSystems в январе 2006.
Изначально аэропорт Прествика был единственным шотландским аэропортом, который принимал трансатлантические рейсы; в значительной мере это было связано с мягким климатом на побережье Эршира. Из-за геологической аномалии[прояснить] в аэропорту Прествика туман случается значительно реже, чем в других аэропортах Великобритании, и Прествик имеет репутацию единственного британского аэропорта без тумана. Возможно, это было одной из причин, почему аэропорт не был закрыт, когда BAA сокращала свои операции.
Хотя в конце 1970-х British Airways прекратили регулярные рейсы в аэропорт Прествика, они продолжали использовать его как учебную базу для обучения пилотов, в первую очередь для полётов на Concorde. Concorde стал постоянным гостем в аэропорту, и тех пор British Airways и ряд других крупных авиакомпаний продолжают использовать аэропорт Прествика для обучения пилотов.
Аэропорт Прествика также известен тем, что это единственное место на территории Великобритании, в котором побывал Элвис Пресли. Здесь он был во время возвращения из армии, когда транспортный самолет приземлился для дозаправки горючим в 1960 по пути из Германии.

### Авиашоу Прествика
Аэропорт Прествик раз в два года, начиная с 1967, устраивал авиашоу. В то время его масштаб по сравнению с такими мероприятиями как RAF Фэрфорд или Фарнборо был скромен, авиационное шоу было местной достопримечательностью и собирало много зрителей. Последнее авиационное шоу было в 1992 и после этого никаких усилий по возобновлению этого авиашоу не предпринималось.

### Изменения в 1990-х
В 1991 недавно приватизированное Управление Британских Аэропортов, BAA Limited, провела перераспределение воздушного трафика между аэропортами. Частью этого плана был перевод трансатлантических рейсов в Шотландию в Международный Аэропорт Глазго, после этого Прествик был продан. В начале 1990-х пассажирооборот аэропорта резко сократился, аэропорт принимал в основном грузовые самолёты и небольшое количество рейсов чартерных авиакомпаний, которые регулярно летали из Прествика. Будущее аэропорта было неопределённым.
В 1994 году началось возрождение аэропорта. Здание железнодорожной станции было перенесено, и теперь железнодорожные пути находятся в непосредственной близости от лётного поля. После этого ирландская лоу-кост-авиакомпания Ryanair открыла регулярный рейс в Дублин. В следующем году открылся рейс в Лондон Быстрорастущие европейские лоу-кост-перевозчики увидели перспективу аэропорта Прествик, после чего пассажирооборот стал увеличиваться. Ryanair сегодня обслуживает 20 назначений из аэропорта Прествик и открыла центр центров техобслуживания, и другие бюджетные авиакомпании тоже стали летать в аэропорт.
Сегодня Прествик продолжает быть аэропортом, где осуществляется дозаправка военных самолётов Королевских ВВС, ВВС США и Канады. Также важным источником дохода является обработка грузов — Прествик принимает больше других аэропортов Шотландии грузовые самолёты Boeing 747.
Аэропорт был выкуплен новозеландской инвестиционной компанией Infratil, которой также принадлежат аэропорты Веллингтона и Кента. В апреле 2005 Infratil завершил реконструкцию терминала стоимостью 3 млн фунтов стерлингов, и провёл ребрендинг, слоганом которого стал «Pure Dead Brilliant», фраза, популярная в Глазго.
Аэропорт является базовым для службы экстренной медицинской эвакуации Emergency Medical Retrieval Service созданной в 2004 году.
6 июля 2005 аэропорт Прествик стал аэропортом прилёта в Шотландию самых влиятельных политиков мира на 31-й саммит G8.

## Авиакомпании
- Aer Arann
- bmi
- Ryanair
- Wizz Air

### Грузовые авиакомпании
- Air France Cargo
- Atlas Air
- British Airways World Cargo
- Cargolux
- Evergreen International Airlines
- NWA Cargo
- Polar Air Cargo
- Singapore Airlines Cargo

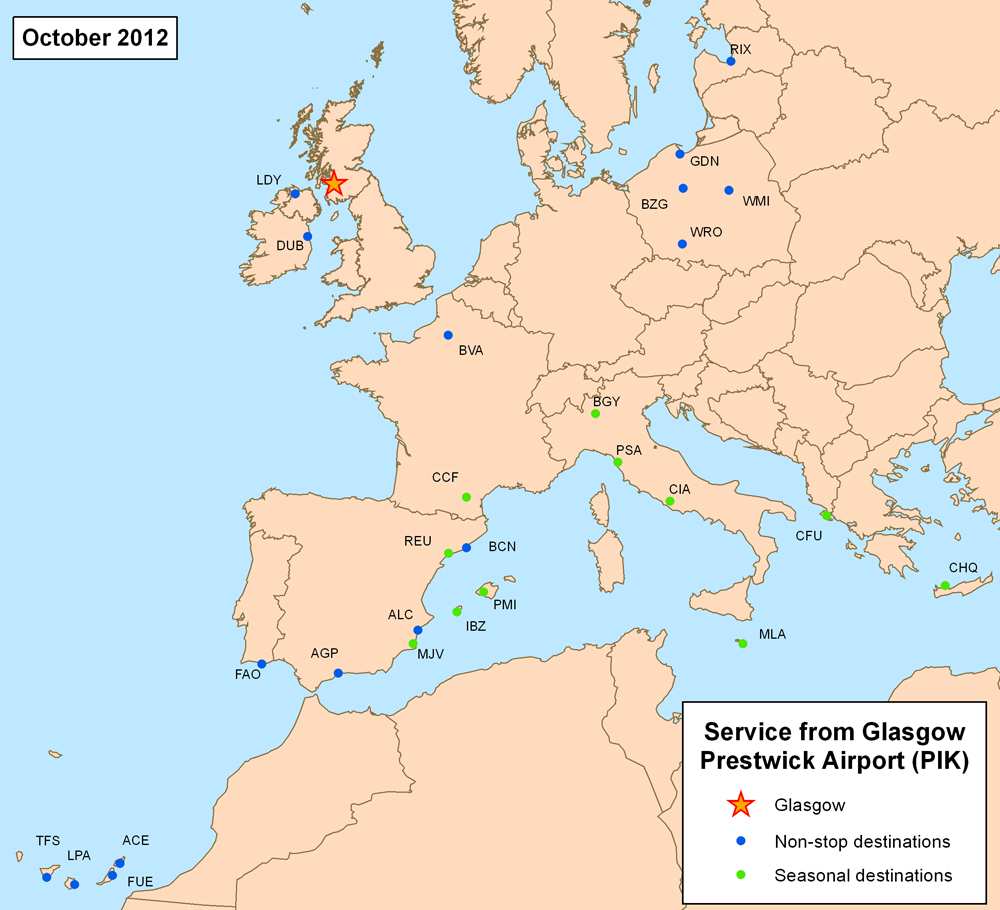
Прямые направления, обслуживаемые из аэропорта Прествик.

Большая часть грузовых самолётов, обслуживаемых в аэропорту Глазго Прествик — Boeing 747-400F, у авиакомпании Polar Air Cargo в аэропорту есть ангар техобслуживания. Air Foyle HeavyLift и Волга-Днепр периодически прилетают в аэропорт на Ан-124.

## Факты и цифры
- Время работы — 24 часа
- Годовой пассажирооборот — более чем 2 млн (2006)[2]
- Авиакомпаний — 4
- Взлётов-посадок — свыше 48 тыс. в год (2006)[2]
- Назначений — 36 (июнь 07)
- Типы самолётов — Boeing 737, 747, Airbus
- Количество стоянок — 6
- Регулярных маршрутов — 32

## Будущее
По плану развития аэропорта предусматривается увеличение размера зала вылета вдвое. Кроме того, аэропорт Прествик будет принимать Airbus A380. Двухэтажное здание, как планируют, заменит сегодняшние залы прибытия и залы вылета. Один этаж будет использоваться для вылета, а второй — для прибытия. Также увеличится количество стоянок самолетов с 6 до 12. Реконструкция займёт 18 месяцев.
Паркинг и шоссе A79 также в данный момент[когда?] реконструируются.

## Транспорт

### Железнодорожное сообщение
Аэропорт Прествик — единственный аэропорт в Шотландии, который имеет собственную железнодорожную станцию, Аэропорт Глазго
Прествик. Станция связана с терминалом проходом над шоссе A79. Станция, построенная в 1994, принадлежит Аэропорту.
Единственным железнодорожным оператором является First Scotrail. Большая чась поездов идёт к станциям Глазго Центральная и Эр по линии Эршир Кост. Поезда отправляются раз в полчаса с понедельника по пятницу и каждый час по выходным.
Кроме того, есть поезда в Странрар, Ньюкасл и Килмарнок.

### Автобус
Оператором автобусных маршрутов из аэропорта является Stagecoach Western.

## Происшествия и авиакатастрофы
- Первая авиакатастрофа в Аэропорту Прествик произошла 20 октября 1948, когда Lockheed Constellation авиакомпании KLM разбился в 5 милях к северо-востоку от аэропорта при попытке приземлиться в плохую погоду. Пилот уже прекратил приземление из-за сильного встречного ветра и вел переговоры с диспетчером о приземлении на другую взлетно-посадочную полосу, но на подходе самолёт задел линии электропередачи и потерпел крушение. причиной авиакатастрофы стала плохая погода и ошибка пилота, неправильно определившим высоту над землёй. 30 пассажиров и 4 члена экипажа погибли, 6 выжили, но получили серьёзные травмы.
- В Рождество 1954 года, в 03:30, Boeing 377 Stratocruiser авиакомпании British Overseas Airways Corporation потерпел крушение при приземлении в Прествике, погибли 28 из 36 пассажиров и членов экипажа. Самолет совершал рейс Лондона в Нью-Йорк и на подходе к Прествику начал слишком крутое снижение. Пилот выровнял самолёт слишком поздно и слишком жёстко, в результате чего самолёт упал, не долетев до взлетно-посадочной полосы.

Самолёт вёз груз необработанных алмазов, который был оценен более чем в 1 млн фт. ст. В результате поисковых мероприятий было собрано порядка 90 % алмазов. Самолёт KLM, который потерпел крушение около Прествика 6 годами ранее, также перевозил алмазы, которые впоследствии были оценены более чем в 5000 фт. ст..
- 28 апреля 1958 Vickers Viscount British European Airways, летящий из Лондона, разбился рядом с городом Эр из-а того, что пилот ошибся с показаниями альтиметра. Самолет скользил вдоль поверхности земли, после чего загорелся. Все 5 человек экипажа выжили.
- Boeing 707 авиакомпании British Airtours разбился во время тренировочного полёта в Прествике 17 марта 1977. Имитировался отказ двигателя на взлете, при этом самолёт повело влево. Несмотря на то, что инструктор взял под контроль самолет, двигатель, отказ которого имитировали, ударил взлетно-посадочную полосу, в результате чего самолет потерял управление и разрушился. Ни один из 4 человек на борту не был ранен жертв на земле не было.
- При похожих обстоятельствах (тренировочный полёт с моделированием отказа двигателя) разбился BAe Jetstream 6 октября 1992; погибли оба члена экипажа.
- Прествик и Станстед — два аэропорта в Великобритании, в которых сажают самолёты в случае опасности. В апреле 2006 два самолета были направлены в Прествик с эскортом Королевских ВВС; рейс Ryanair из Парижа в Дублин, и рейс Aer Arann из лондонского аэропорта Лутон в Голуэй. В обоих случаях было получено предупреждение о бомбе на борту, но эти предупреждения были ложными.

## Книги
- Ewart, J (1985) Prestwick Airport Golden Jubilee 1935—1985
- Berry, P (2005) Prestwick Airport and Scottish Aviation